# Arko (ö i Sporaderna)
Arko eller Arkos (grekiska: Αρκό eller Άρκος) är en mindre ö i Grekland.   Den ligger i ögruppen Sporaderna och regionen Thessalien, i den östra delen av landet, 130 km norr om huvudstaden Aten. Arean är 0,58 kvadratkilometer.